# Équipe du pays de Galles de rugby à XV au Tournoi des Cinq Nations 1952
L'Équipe du pays de Galles de rugby à XV au Tournoi des Cinq Nations 1952 termine première en réussissant un Grand Chelem (quatre victoires en quatre matchs). Cette victoire est la seconde d'une série de cinq victoires en sept ans dans le tournoi, de 1950 à 1956. Dix-neuf joueurs contribuent à ce succès. 

## Liste des joueurs

### Première ligne
- Dai Davies (4 matchs)
- Don Hayward (4 matchs)
- Billy Williams (4 matchs)

### Deuxième ligne
- Roy John (4 matchs)
- Rees Stephens (4 matchs, 1 essai)

### Troisième ligne
- Len Blythe (2 matchs)
- Allen Forward (4 matchs)
- John Gwilliam (4 matchs, 4 fois capitaine)
- Clem Thomas (2 matchs, 1 essai)

### Demi de mêlée
- Billy Williams (2 matchs)
- Rex Willis (2 matchs)

### Demi d’ouverture
- Cliff Morgan (3 matchs)

### Trois quart centre
- Alun Thomas (4 matchs, 1 drop)
- Malcolm Thomas (4 matchs, 2 transformations, 2 pénalités)
- Bleddyn Williams (1 match)

### Trois quart aile
- Ken Jones (4 matchs, 4 essais)
- Lewis Jones (3 matchs, 1 transformation, 3 pénalités)
- Horace Phillips (1 match)

### Arrière
- Gerwyn Williams (4 matchs)

## Résultats des matchs
- Le 19 janvier victoire 8-6 contre l'équipe d'Angleterre à Twickenham
- Le 2 février, victoire 11-0 contre l'équipe d'Écosse à Cardiff
- Le 8 mars, victoire 14-3 contre l'équipe d'Irlande à Lansdowne Road
- Le 22 mars, victoire 9-5 contre l'équipe de France à Cardiff

## Points marqués par les Gallois

### Match contre l'Angleterre
- Ken Jones (6 points, 2 essais)
- Malcolm Thomas (2 points, 1 transformation)

### Match contre l'Écosse
- Malcolm Thomas (8 points, 1 transformation, 2 pénalités)
- Ken Jones (3 points, 1 essai)

### Match contre l'Irlande
- Lewis Jones (5 points, 1 transformation, 1 pénalité)
- Ken Jones (3 points, 1 essai)
- Rees Stephens (3 points, 1 essai)
- Clem Thomas (3 points, 1 essai)

### Match contre la France
- Lewis Jones (6 points, 2 pénalités)
- Alun Thomas (3 points, 1 drop)

## Statistiques

### Meilleur réalisateur
- Ken Jones 12 points, 4 essais
- Lewis Jones 11 points, 1 transformation, 3 pénalités
- Malcolm Thomas 10 points, 2 transformations, 2 pénalités

### Meilleur marqueur d'essais
- Ken Jones 4 essais